# Ernest Njuman
Ernest Njuman (енгл. Ernest Newman; 30. novembar 1868 — Sari, 7. jul 1959) je bio engleski muzički kritičar i muzikolog.
Smatra se najcenjenijim britanskim muzičkim kritičarem prve polovine 20. veka. Njegov objektivni stil pisanja kritika se odražava u njegovim knjigama Rihard Vagner, Hugo Volf, Rihard Štraus i drugim. Bio je muzički kritičar novina The Sunday Times od 1920. do svoje smrti, gotovo četrdeset godina kasnije.

## Bibliografija

### Originalni radovi
- 1895 Gluck and the Opera: A study in Musical History
- 1899 A Study of Wagner
- 1904 Wagner
- 1904 Richard Strauss With a Personal Note by A. Kalisch
- 1905 Musical Studies
- 1906 Elgar
- 1907 Hugo Wolf
- 1908 Richard Strauss
- 1914 Wagner as Man and Artist (revised 1924)
- 1919 A Musical Motley
- 1920 The Piano-Player and Its Music
- 1923 Confessions of a Musical Critic (reprinted in Testament of Music, 1962)
- 1923 Solo Singing
- 1925 A Musical Critic's Holiday
- 1927 The Unconscious Beethoven
- 1928 What to Read on the Evolution of Music
- 1931 Fact and Fiction about Wagner. A Criticism of "The Truth about Wagner" by P.D.Hurne and W.L.Root
- 1934 The Man Liszt:' A Study of the Tragi-Comedy of a Soul Divided Against Itself."
- 1933–47 Life of Richard Wagner. 4 vols.
- 1940 Wagner (Novello's Biographies of Great Musicians)
- 1943 Opera Nights
- 1949 Wagner Nights
- 1954 More Opera Nights
- 1956–58 From the World of Music (3 vols)
- 1972 (ed. Peter Heyworth): Berlioz, Romantic and Classic: Writings by Ernest Newman

### Prevodi
- 1906 [N.E. 1925] On Conducting od Feliks Vajngartnera
- 1911 J.S. Bach od Albert Švajcera
- 1912 ff. Wagner Libretti: The Flying Dutchman, Tannhauser, The Ring, Tristan, The Mastersingers, Parsifal
- 1929 Beethoven the Creator od Romein Rolanda